# Clot de la Vall (la Coma i la Pedra)
El Clot de la Vall és un indret del massís del Port del Comte situada allevant d'El Vulturó i al sud del Tossal d'Estivella pel fons del qual s'hi escola la Rasa del Clot de la Vall.